# Anoba firmalis
Anoba firmalis là một loài bướm đêm trong họ Erebidae.